# Landkreis Amberg-Sulzbach
Landkreis Amberg-Sulzbach är ett distrikt (Landkreis) i Bayern i Tyskland. Distriktet omger den kretsfria staden Amberg.